# Pirustas
Los pirustas (Πειροῦσται o Πυρισσαῖοι) fueron una tribu iliria de la Dalmacia, que vivió en el moderno Montenegro. Según algunas fuentes, también vivieron en territorios fuera de lo que hoy es Montenegro, pero la mayor parte de los arqueólogos, incluyendo el famoso arqueólogo británico sir Arthur Evans, consideran que los pirustas habían vivido en el Montenegro septentrional, alrededor de la actual Pljevlja y que eran unos destacados mineros. 
Tito Livio los mencionó en referencia a los acontecimientos del año 167 a. C.
En el mismo año, los pirustas invadieron el territorio de los dasaretas y otras tribus ilirias, que en aquella época pertenecían a la provincia de Ilírico, administrada por Julio César. Este los cita al principio del libro V, capítulo I, de sus Comentarios a la guerra de las Galias, cuando narra que marchó a sus cuarteles de invierno en Italia durante el consulado de Lucio Domicio Enobarbo y Apio Claudio Pulcro, es decir, en el año 54 a. C.: 

Él mismo, habiendo concluido las audiencias de la Galia Citerior, marcha hacia el Ilírico, porque había oído que la parte de la provincia más cercana a ellos estaba siendo devastada por las incursiones de los pirustas. Cuando llegó allí, hace una leva de soldados por los pueblos, y les ordena reunirse en un lugar determinado. Al conocer estas circunstancias los pirustas, le enviaron embajadores para informarle que ninguna de aquellas cosas se había decidido por deliberación pública, y afirman que ellos estaban dispuestos a compensarle de las injurias infligidas por todos los medios. César, aceptando su defensa, les exige rehenes, y ordena que se los lleven en un día determinado, y les asegura que si no lo hacen llevará la guerra a su territorio. Le llevaron los rehenes el día prefijado, nombra árbitros entre los Estados, para tasar los daños y determinar la reparación.

Los pirustas solo son mencionados brevemente por Estrabón, Julio César y Tito Livio en sus obras. Todas estas noticias se refieren a la época en que la tribu iliria ya estaba bajo la influencia de los romanos. Hacia 170 a. C., los pirustas se aliaron con Roma contra el rey Gencio, soberano de los labeatas. En agradecimiento por su apoyo, en 167 fueron incluidos por Lucio Anicio Galo entre las naciones ilirias libres, que no tenían que pagar tributo al Imperio romano y podían gobernarse a sí mismas.
En el mismo año, los pirustas invadieron el territorio de los dasaretas y otras tribus ilirias, que en aquella época pertenecían a la provincia de Ilírico, administrada por Julio César. César mandó reunir tropas y obligó a los pirustas a firmar la paz. Tuvieron que proporcionar rehenes y pagar daños y perjuicios. De nuevo 50 años después, los pirustas participaron en el año 9 d. C. , y fueron la última tribu iliar en someterse a Tiberio. Tras sofocar la revuelta ilírica se dividió en las provincias de Panonia y Dalmacia], a esta última también pertenecía el territorio de los pirustas.
Tras la conquista de Dacia (106 d. C.), los pirustas, entre los que había muchos mineros experimentados, se asentaron en los Cárpatos, donde se dedicaron a la extracción de oro. El asentamiento minero de Alburnus Maior, situado en Dacia occidental, tenía un barrio pirusta (vicus Pirustarum).
En el siglo II el emperador romano Trajano los envió a Dacia para ocuparse de algunas minas de oro. Por ello su prominencia en la minería se ha visto en monumentos epigráficos de las regiones mineras de Dacia.
Algunos objetos de la necrópolis de Komini, atribuidos a los pirustas, se conservan en el museo de historia local de Pljevlja, en Montenegro.